# Мурон
Муро́н (фр. Mouron) — коммуна во Франции, находится в регионе Шампань — Арденны. Департамент коммуны — Арденны. Входит в состав кантона Гранпре. Округ коммуны — Вузье.
Код INSEE коммуны — 08310.
Коммуна расположена приблизительно в 185 км к востоку от Парижа, в 50 км северо-восточнее Шалон-ан-Шампани, в 55 км к югу от Шарлевиль-Мезьера.

## Население
Население коммуны на 2008 год составляло 79 человек.
| 1962 | 1968 | 1975 | 1982 | 1990 | 1999 | 2008 |
| ---- | ---- | ---- | ---- | ---- | ---- | ---- |
| 118  | 130  | 100  | 81   | 73   | 79   | 79   |

## Экономика
В 2007 году среди 38 человек в трудоспособном возрасте (15—64 лет) 27 были экономически активными, 11 — неактивными (показатель активности — 71,1 %, в 1999 году было 67,5 %). Из 27 активных работали 24 человека (15 мужчин и 9 женщин), безработных было 3 (1 мужчина и 2 женщины). Среди 11 неактивных 4 человека были учениками или студентами, 3 — пенсионерами, 4 были неактивными по другим причинам.